# Robert Joffrey
Robert Joffrey, właśc. Abdullah Jaffa Bey Khan (ur. 24 grudnia 1930 Seattle, zm. 25 marca 1988 Nowy Jork) – amerykański tancerz, od 1952 choreograf, w 1953 założył szkołę American Ballet Center, w 1954 zespół Robert Joffrey Ballet Concert (od 1966 City Center Joffrey Ballet) w Nowym Jorku (od 1982 w Los Angeles).